# Головнокомандувач союзними окупаційними військами

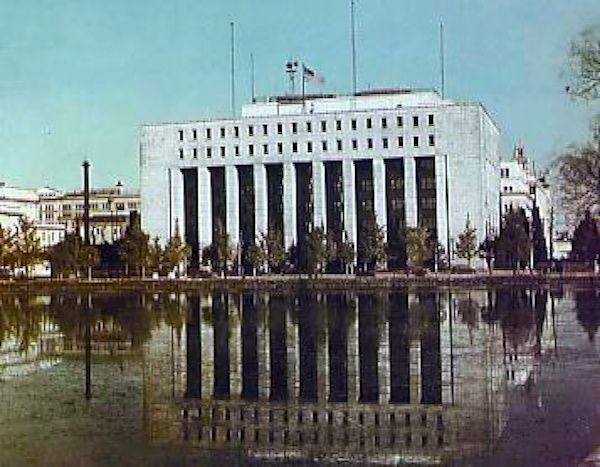
Штабквартира головнокомандуючого Токіо, 1950

Головнокома́ндувач сою́зними окупаці́йними війська́ми (англ. Supreme Commander of the Allied Powers, SCAP) — посада, яку одноосібно займав генерал Дуглас Макартур у період окупації Японії після Другої світової війни.
В Японії термін SCAP застосовували не стільки до особи головнокомандувача, скільки до його штаб-квартири (англ. General Headquarters, GHQ) і штату працюючих там офіцерів, включаючи не тільки військових, але і кілька тисяч американських державних службовців.
Австралійські, Британські, Індійські, Канадські та Новозеландські збройні сили під керівництвом головнокомандувача були організовані в окреме управління, відоме як Окупаційні сили Британської співдружності.